# Oksana Grigorieva
Oksana Petrovna Grigorieva (em russo:  Оксана Григорьева; 23 de fevereiro de 1970) é uma cantautora e pianista russa. Nasceu em Saransk, Mordóvia, na então União Soviética e cresceu na Ucrânia e na Rússia. Estudou música em Moscou e concluiu os estudos do conservatório em Kazan, antes de se mudar para Londres. Após estudar música na Real Academia de Música, se mudou para os Estados Unidos, com períodos dedicados a viver em Nova Iorque e Los Angeles. Ensinava música nos Estados Unidos e patenteou a técnica ensinando notação musical para as crianças.
Grigorieva chamou a atenção como compositora em 2006, após a canção que ela compôs, "Un día llegará", se tornou popular no álbum Awake, de Josh Groban. Em 2009, o álbum musical Beautiful Heartache, de Grigorieva, foi lançado; o ator e diretor Mel Gibson, com quem ela se envolveu romanticamente e teve um filho, trabalhou como produtor executivo. No ano seguinte, o casal tivera um desentendimento amplamente divulgada que acabou envolvendo bastante processos judiciais públicos e acrimônia.